# Díptic

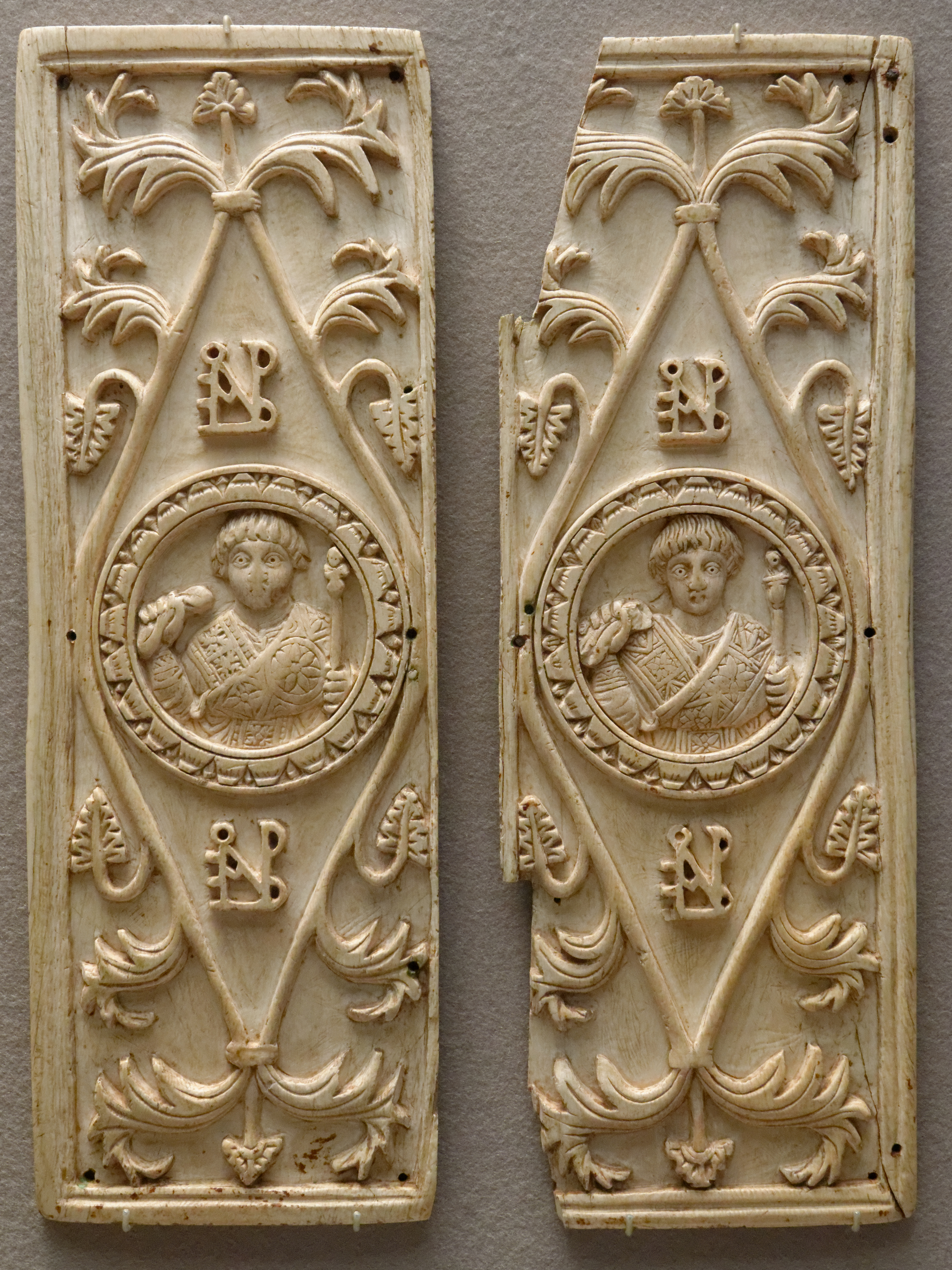
Díptic de vori consular d'Areobindus (Imperi Romà d'Orient), 506 AD, Louvre

Un díptic (del grec δίπτυχος; de δι («di», 'dos') i -πτυχος («ptykhos», 'plec') és qualsevol objecte amb dues peces planes juntes per una frontissa. Aquestes formes eren bastant populars al món antic, petites taules que es cobrien amb cera a les cares interiors, per anotar enregistraments i per mesurar temps i direccions.
A l'antiguitat tardana, els díptics de vori amb les cobertes treballades en baix relleu a les cares exteriors eren una forma d'art significativa: el díptic consular es feia per celebrar el nomenament d'un cònsol romà, però algunes, potser incloent-hi els díptics de poetes i muses de Monza, poden haver estat fets per l'ús privat. Alguns dels treballs més importants que han sobreviscut de la caiguda de l'Imperi Romà són algunes dotzenes de díptics conservats perquè s'havien fet servir com cobertes de llibre. El plafó de vori romà d'Orient més gran que ha sobreviscut (428 mm x 143 mm), és un full d'un díptic de la forma judicial de Justinià ca 525-50, que disposa d'un arcàngel.
De l'edat mitjana moltes pintures sobre taula prenien la forma de díptic, com petites obres portàtils per a ús personal; els retaules grans tendien a ser fets en forma de tríptic, amb dos plafons exteriors que podrien ser tancats sobre la representació principal del central. També es desenvolupen altres formes de pintura multiplafó anomenats políptics.

## Usos

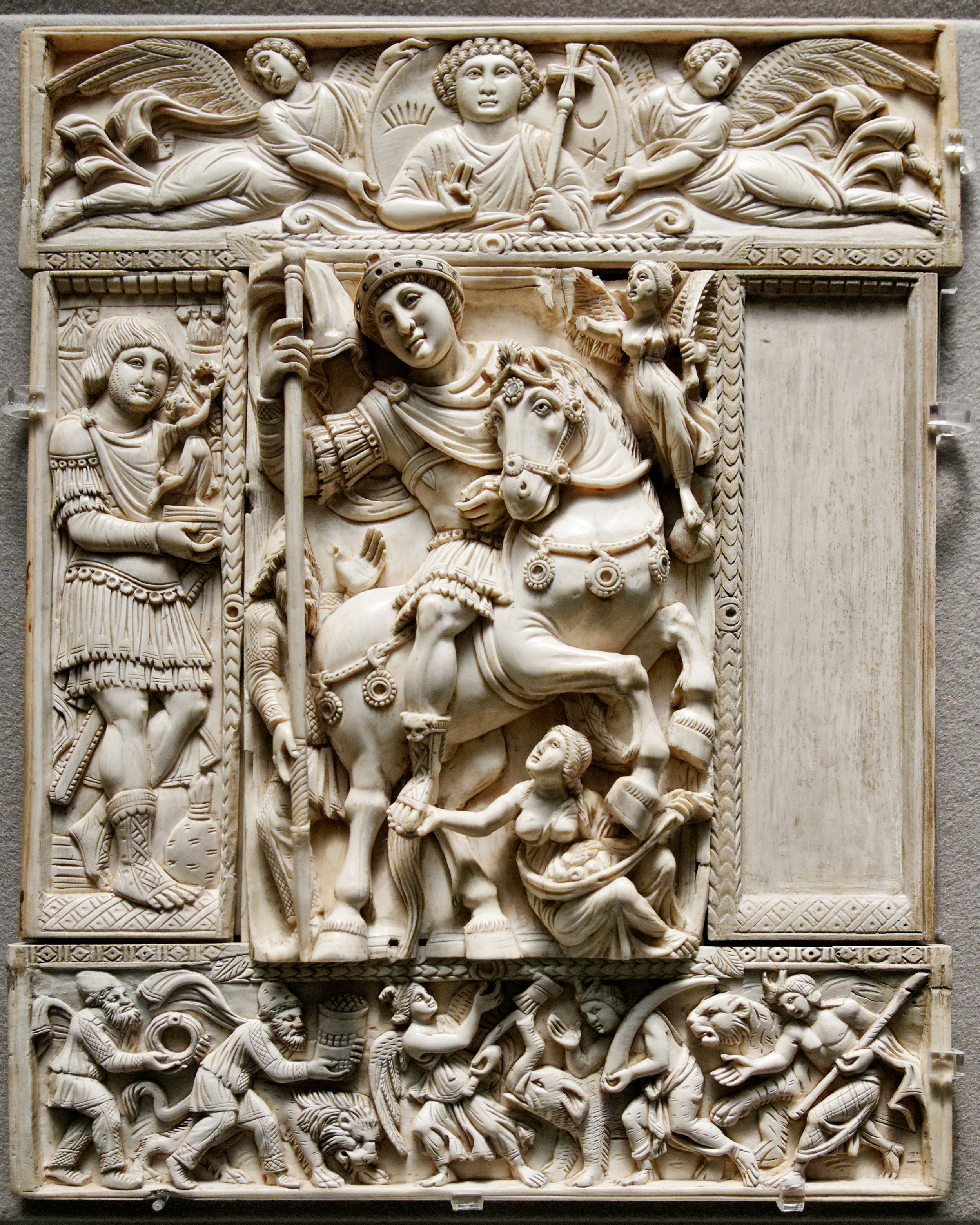
Vori Barberini, Constantinoble,, Museu del Louvre

### Eclesiàstic

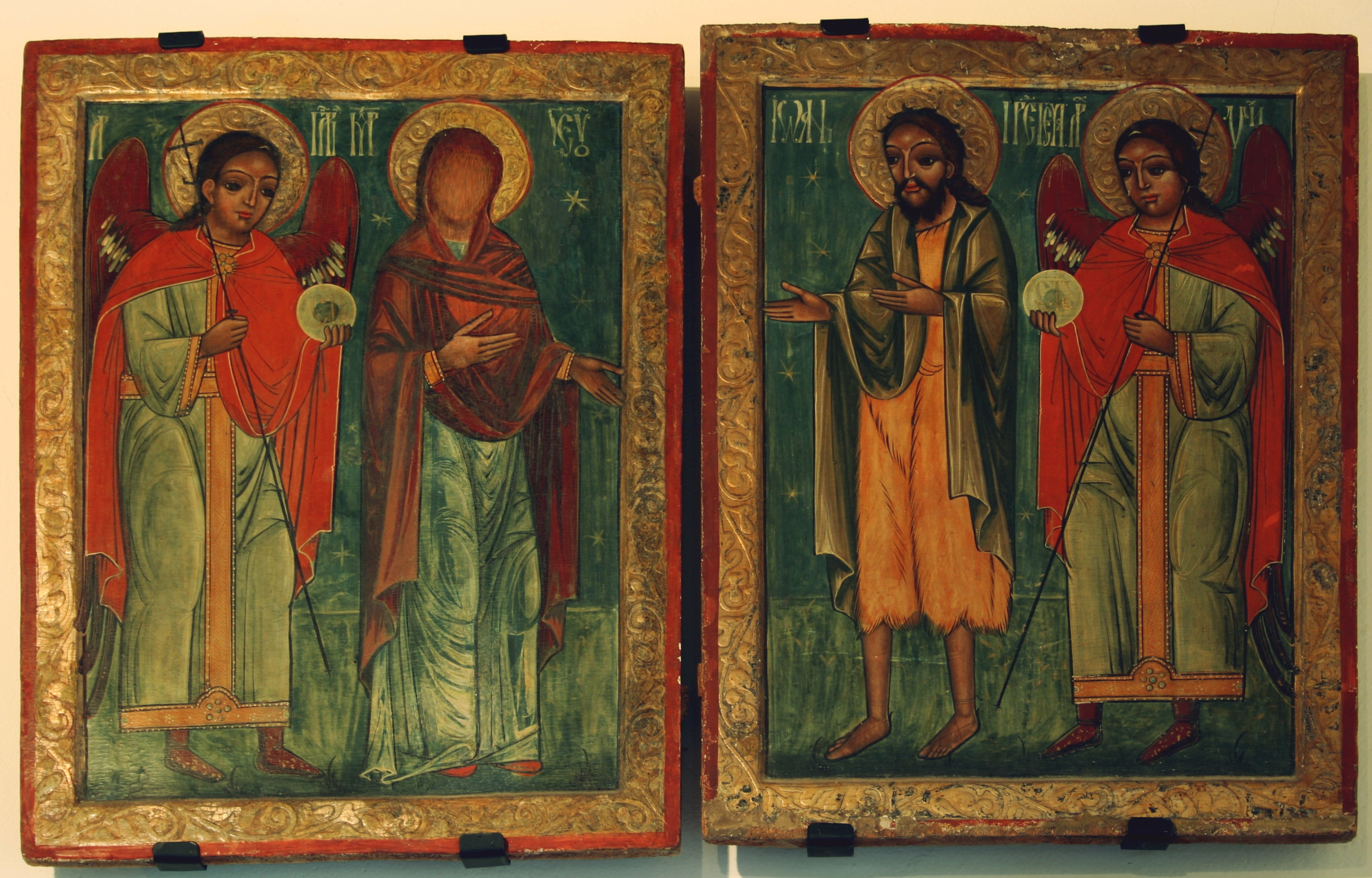
Deesis, icona del. D'esquerra a dreta: Sant Miquel Arcàngel, Mare de Déu, Joan Baptista, Arcàngel Gabriel (Museu històric a Sanok, Polònia)

Les mencions als díptics en la primera literatura cristiana es refereix a llistes oficials de naixements i morts registrats a l'església local. Els naixements s'inscrivien en una ala del díptic, i les morts a l'altre. La inscripció del nom d'un bisbe als díptics significa que l'església local considerava que estava en comunió amb ell, la supressió del nom d'un bisbe indicaria la ruptura de la comunió. Els noms als díptics eren llegits públicament pel diaca durant la divina litúrgia de l'eucaristia, i pel sacerdot durant la litúrgia de preparació. Els díptics també es feien servir per inscriure els noms dels sants. Encara que les taules de cera mateixes ja no s'utilitzen, el terme encara es fa servir a l'Església Ortodoxa Oriental i l'Esglésies Catòlica Oriental per descriure el contingut dels díptics, amb les mateixes connotacions.
Un díptic és també un tipus d'icona per la qual cosa els dos plafons s'ajunten amb una xarnera, de manera que es puguin plegar per a protegir-lo quan es viatjava, podent ser desplegat per a la veneració quan s'ha arribat a la destinació. Tals díptics també s'anomenen "icones de tràveling". Sovint els temes als dos plafons seran un conjunt amb què es lliga, com Crist i la Mare de Déu, o l'Anunciació (amb l'Arcàngel Gabriel en un costat i la verge Maria en l'altre), o sant com sant Pere i Pau de Tarssant Pau.

### Díptic de rellotges de sol

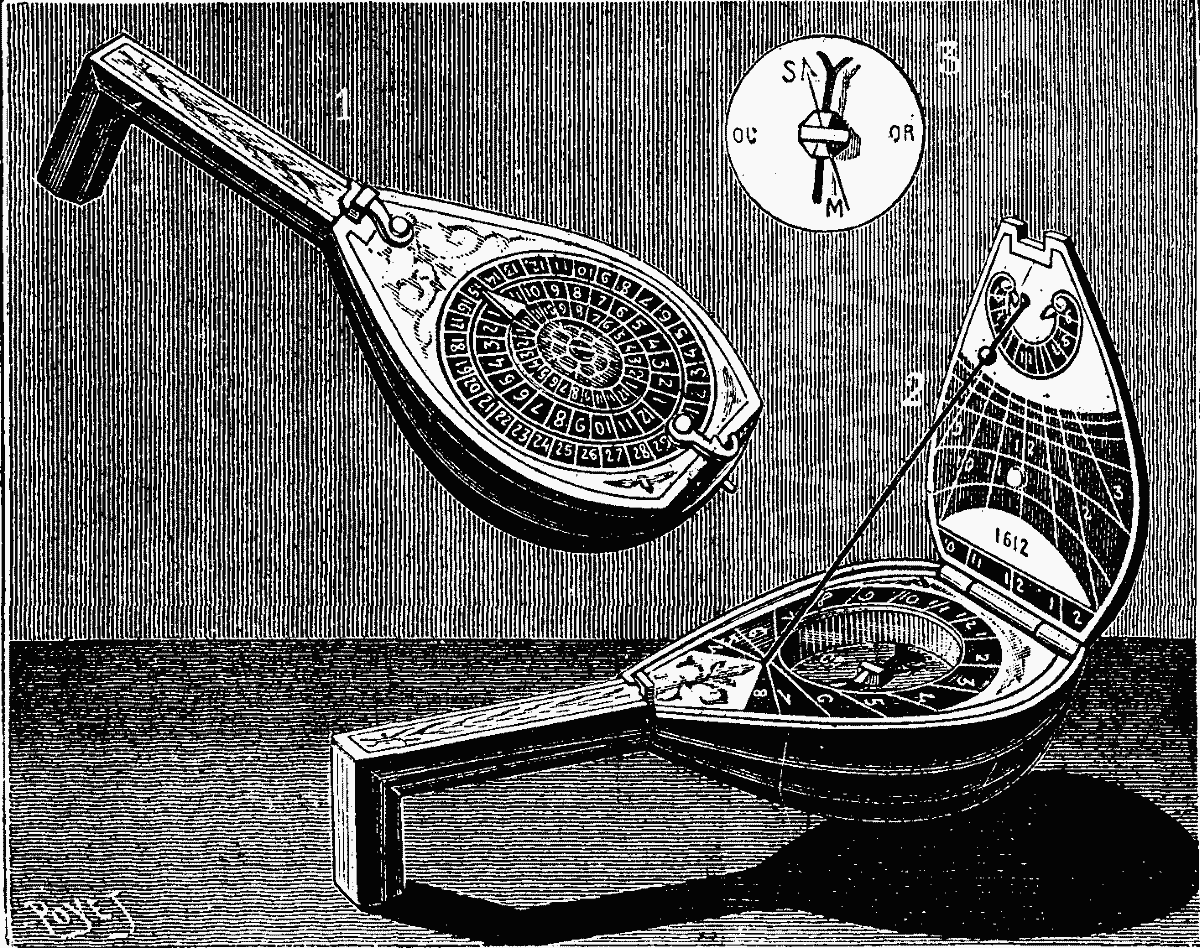
Díptic d'un rellotge de sol en forma de llaüt, circa 1612

La cara interior d'un dels fulls contenia un rellotge de sol vertical, l'altre un d'horitzontal. La rutlla d'ombra, o gnòmon era una corda entre ells, i calibrat en quant s'ha d'obrir, ja que l'angle resulta fonamental. Aquests rellotges de sol es poden ajustar a qualsevol latitud inclinant-lo de forma que el seu gnòmon estigui paral·lel a l'eix de rotació de la Terra. Un rellotge de sol de díptic vertical i horitzontal amb un gnòmon de corda, estarà ben fet si mostra el mateix temps en els dos quadrants sense tenir en compte l'orientació. Aquesta propietat d'autoalineació només es dona als díptics en combinar un rellotge de sol analemàtic i altre vertical. Un quadrant doble en un mateix plat pla que consta d'un quadrant horitzontal i un analemàtic també s'alinearan correctament quan els dos quadrants mostrin la mateix hora.

### Taules d'escriptura
La forma més comuna de díptic en l'antiguitat era una caixa poc profunda amb dos fulls de fusta amb forats a les vores interiors, omplertes de cera, i espai per a un rosset de fusta petit. Això permetia prendre notes impermeables en la cera sense malgastar en paper. La cera es podria tornar a allisar i reciclar-se.

### En l'art posterior

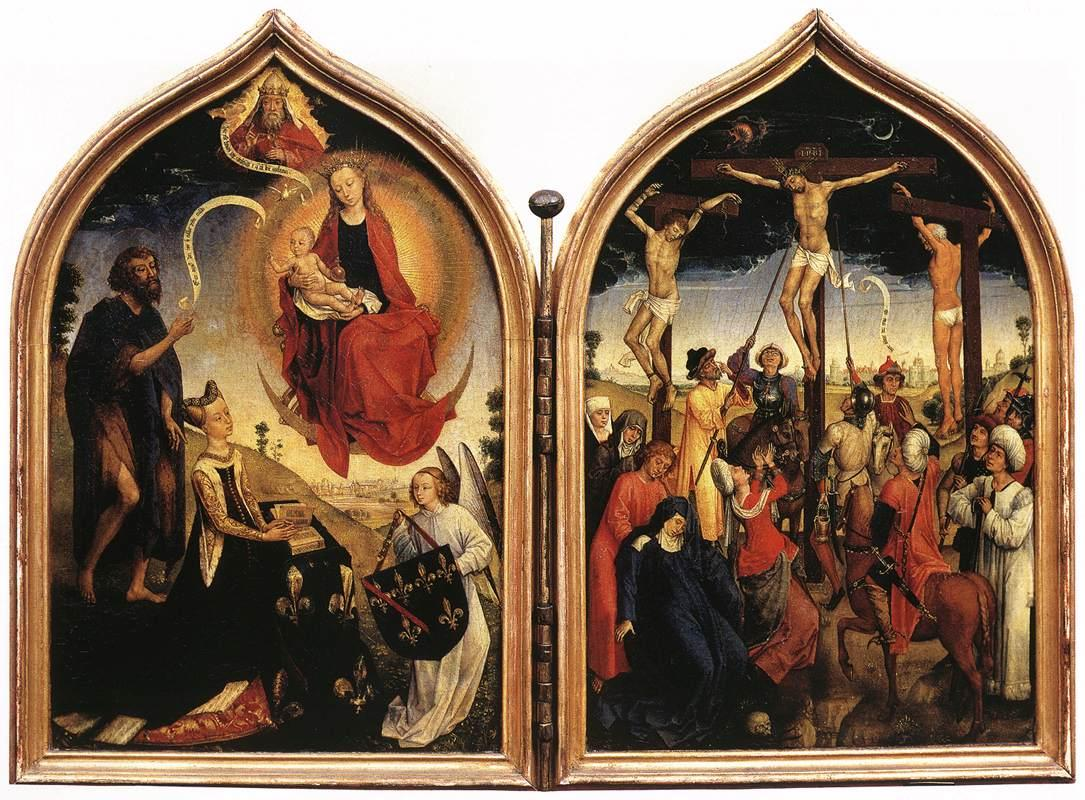
Díptic de Joana de França de Rogier van der Weyden (1452)

El díptic era un format comú entre els primitius flamencs i descrivia temes que s'estenien des de retrats seculars fins a personatges religiosos i històrics. Sovint tenien un retrat en una fulla i una Mare de Déu a l'altra. Varen ser especialment populars als segles XV i XVI. Els pintors com Jan van Eyck, Rogier van der Weyden, Hans Memling i Hugo van der Goes Van Der varen fer servir aquest format. Alguns artistes moderns han fet servir el terme en el títol de treballs que consten de dues pintures, de fet inconnexes, però pensades per ser penjades junts com una parella, com al Díptic de Marylin d'Andy Warhol (1962).